# 緒方凌介
緒方 凌介（おがた りょうすけ、1990年8月25日 - ）は、大阪府大阪市住吉区出身の元プロ野球選手（外野手）。右投左打。

## 経歴

### プロ入り前

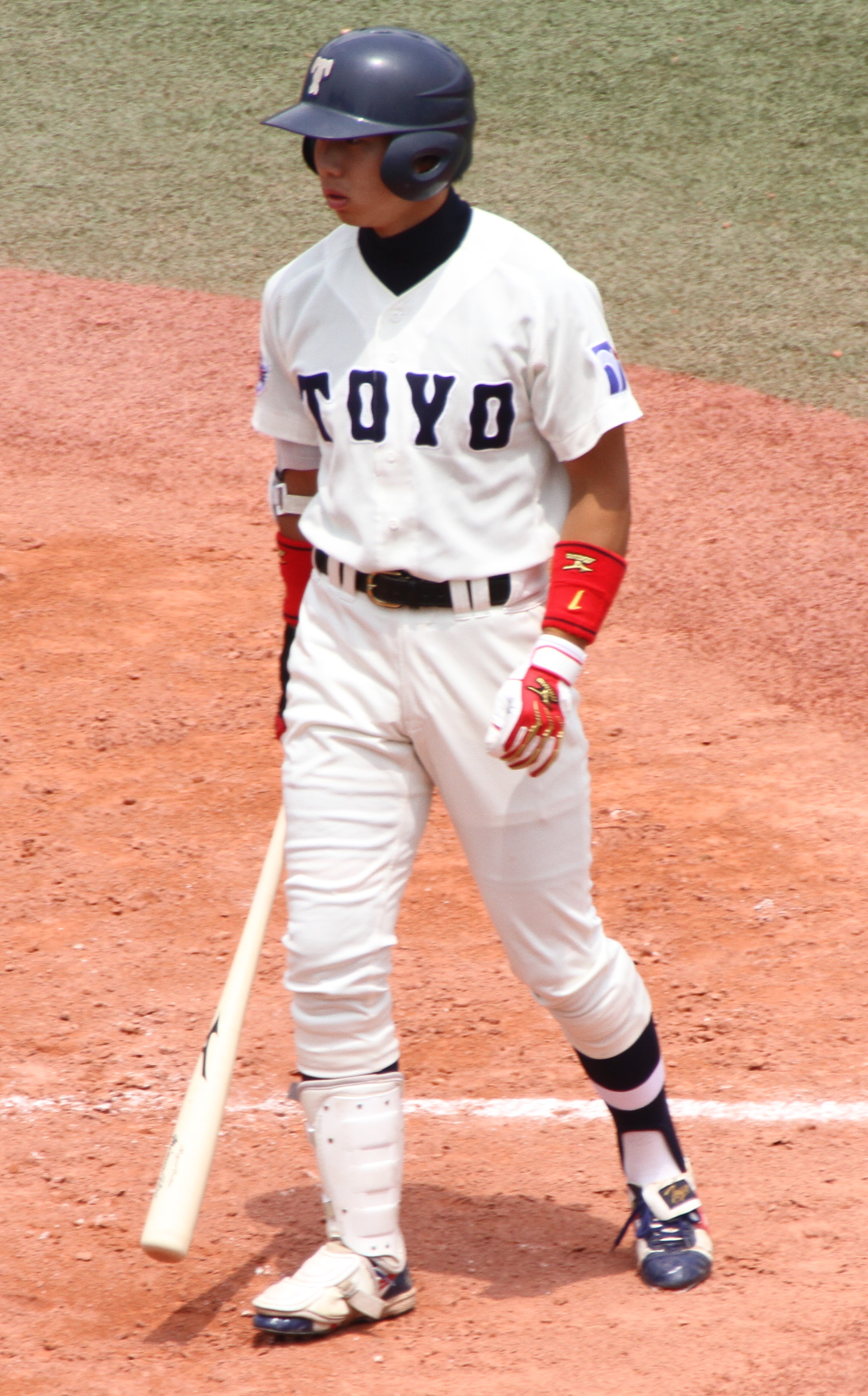
東洋大学時代
（2012年5月24日、明治神宮野球場にて）

小学生時代に住吉少年軟式野球連盟へ加盟する大領ストロンガーズ、中学生時代に硬式野球の住吉ボーイズへ所属。
PL学園高校への進学後は、1年秋からのベンチ入りを経て、2年時の夏から中堅手のレギュラーとして対外試合に出場した。2年時の秋には、近畿地方の秋季大会に出場したが初戦で敗退。第90回全国高等学校野球選手権記念大会の予選を兼ねて特別に開かれた3年夏の選手権南大阪大会では、決勝戦で近畿大学付属高校と延長戦を展開した末にサヨナラ負けを喫した。在学中には春夏ともに阪神甲子園球場での全国大会へ出場はなかった。高校の2年先輩に前田健太がいた。
東洋大学では、1年時の春から東都大学野球のリーグ戦へ出場。チームが春季リーグ戦で優勝し、第58回全日本大学野球選手権大会への進出も果たした。2年時・3年時には、全日本大学野球選手権で2年連続の優勝を経験した。なお3年時の2012年3月に行われた東日本大震災復興支援ベースボールマッチに大学選抜メンバーとして出場している。大学4年時には主将を務めたが、春に右膝の前十字靭帯を傷めたため、7月に再建手術を受けた。在学中には、リーグ戦で通算71試合に出場。打率.200（175打数35安打）、3本塁打、18打点という記録を残した。大学の1年先輩に藤岡貴裕や鈴木大地がいた。
2012年のNPBドラフト会議で、阪神タイガースから6巡目で指名。契約金3000万円、年俸660万円（金額は推定）という条件で入団した。背番号は65。入団会見の際には対戦したい投手としては前田健太を挙げた。

### プロ入り後
2013年には、大学4年生の時に受けた右膝手術の影響で、春季キャンプ前の新人合同自主トレーニングから別メニューで調整。春季キャンプ以降も二軍で過ごしていたが、公式戦開幕後の4月30日に、入団後初めての一軍昇格を果たした。5月3日の対東京ヤクルトスワローズ戦（甲子園）6回裏に、二塁打を放ったマット・マートンの代走として一軍公式戦デビューを果たすと、次打者・伊藤隼太の左翼前安打で、一軍での初得点を記録した。しかし、以降は一軍公式戦1試合に代走へ起用されただけでシーズンを終えた。ウエスタン・リーグの公式戦でも、48試合出場で打率.215、5打点、6盗塁という成績にとどまったが、シーズン終了後の秋季キャンプでは、ゼネラルマネジャー付育成&打撃コーディネーターとして球団に復帰にした掛布雅之から「オールラウンドで長打力もある『怖い1番』に育ちそう」と絶賛。キャンプの終了後には、一軍監督の和田豊から、キャンプの最優秀選手に選ばれた。キャンプ終了後に派遣された台湾のウィンターリーグでは、全21試合に出場。リーグ最多の11盗塁を記録した。
2014年には、春季キャンプで、主力選手が中心の「沖縄組」へ最初から参加。伊藤や福留孝介などと正右翼手の座を争い、開幕一軍入りを果たした。開幕直後の4月2日に出場選手登録をいったん抹消されたものの、5月11日に再登録。5月13日の対広島東洋カープ戦（どらドラパーク米子市民球場）では、「1番・右翼手」として一軍公式戦初のスタメンに起用されると、一軍公式戦での初安打（二塁打）と初盗塁を記録。セ・パ交流戦期間中の6月7日の対オリックス・バファローズ戦（甲子園）では、5回裏の第2打席で、一軍公式戦初打点を東明大貴からのソロ本塁打で記録した。一軍公式戦には28試合の出場で打率.246、2本塁打、5打点、2盗塁を記録したが、中盤からに調子を落としたため二軍へ逆戻り。9月には、二軍での守備練習中に右膝を痛めたため、半月板のクリーニング手術を受けた。
2015年には、ウエスタン・リーグ公式戦97試合へ出場。打率.231、4本塁打、19打点、6盗塁を記録したが、入団後初めて一軍公式戦への出場機会がなかった。
2016年には、2年ぶりに開幕一軍入りを果たし、一軍公式戦21試合へ出場。7月には月間打率.286を記録するほど好調だったが、通算打率は.167に終わり、2017年には、一軍公式戦への出場機会がなかった。
2018年には、春季キャンプを二軍選手主体の「安芸組」で過ごした。しかし、キャンプ中の実戦6試合で打率.632（19打数12安打）を記録するほど打撃が好調だったため、オープン戦の途中から一軍へ昇格。昇格初日（3月3日）の対福岡ソフトバンクホークス戦（福岡ヤフオク!ドーム）9回表二死に代打で出場すると、チームのオープン戦第1号本塁打をデニス・サファテからのソロ本塁打で記録したが、シーズン中は2年続けて二軍生活に終始した。ウエスタン・リーグ公式戦には、93試合の出場で打率.271、6本塁打、32打点を記録。二軍の8年ぶりリーグ優勝を経て臨んだ巨人とのファーム日本選手権（10月6日にKIRISHIMAサンマリンスタジアム宮崎で開催）では、「6番・指名打者」としてのスタメン起用で無安打に終わりながらも、チーム12年ぶりの選手権制覇を経験した。選手権の終了後も宮崎に滞在しながらフェニックス・リーグへ参加したが、10月15日の試合で二塁への盗塁を試みた際に、右膝の関節を捻挫。自力で立ち上がれなくなったため、グラウンド上から担架で病院に運ばれた。前述したように大学時代から右膝を何度も故障していたことから、この捻挫によって現役からの引退を決意。同月30日に球団から戦力外通告を受けたことを機に、引退を表明した。

### 現役引退後
戦力外通告の際に転身を打診されていた阪神球団の職員として、広報部に配属。配属直後の2018年12月に収録された5区間制の「平成最後の関西駅伝No.1決定戦」（同月31日に関西テレビの『コヤぶるッ!SPORTS　平成最後の大忘年会スペシャル』内で放送）では、現役選手以外の球団関係者からただ1人「阪神タイガースチーム」へ参加すると、背番号65のユニフォーム姿で2区を走った（チームの最終結果は4位）。

## 選手としての特徴
遠投で120メートルの強肩と、50メートル走で5秒8の俊足の持ち主で、外野手としての守備範囲も広い。打撃はコンパクトなスイングが持ち味で、思い切りの良さや勝負強さを備えていた。
東洋大学時代には、当時の高橋昭雄監督から4番打者に起用された。その高橋からは、「（卒業後に阪神の主力選手として活躍したOBの）今岡誠・桧山進次郎を超える逸材」と評価されていた。

## 人物
両親も阪神ファンで、子どもの頃には、阪神甲子園球場で阪神の試合を何度も観戦をした。当時憧れていた選手は新庄剛志だった。
大学時代の座右の銘は「一心不乱」。父親が使っていた重さ1,300グラムのマスコットバットを小学5年生の時に譲り受けて以来、お守りがわりに持っている。阪神への入団後も、遠征の際などにこのバットを振っているという。当時は、1年先輩の鈴木からさまざまな影響を受けたとのことで、インタビューでも鈴木への敬意を示していた。
阪神入団後の2016年に、2015年1月から交際していた同い年の一般女性と結婚。同年11月27日には、その旨に加えて、既に第一子を授かっていたことを発表した。
金本知憲が一軍監督として阪神へ復帰した2016年3月4日には、スタメンで出場していたソフトバンクとのオープン戦6回表に迎えた打席で、加治屋蓮から右膝に死球を受けた。打席で苦悶の表情を浮かべた緖方に、金本は「（死球が当たった個所は）骨か?（筋）肉か?」と質問。これに対して、緖方は「肉です!大丈夫です!」と答えながら一塁へ出たため、「金本イズムが浸透していることを表すやり取り」として注目された。

## 詳細情報

### 年度別打撃成績
| 年 度    | 球 団    | 試 合 | 打 席 | 打 数 | 得 点 | 安 打 | 二 塁 打 | 三 塁 打 | 本 塁 打 | 塁 打 | 打 点 | 盗 塁 | 盗 塁 死 | 犠 打 | 犠 飛 | 四 球 | 敬 遠 | 死 球 | 三 振 | 併 殺 打 | 打 率 | 出 塁 率 | 長 打 率 | O P S |
| -------- | -------- | ----- | ----- | ----- | ----- | ----- | -------- | -------- | -------- | ----- | ----- | ----- | -------- | ----- | ----- | ----- | ----- | ----- | ----- | -------- | ----- | -------- | -------- | ----- |
| 2013     | 阪神     | 2     | 1     | 1     | 1     | 0     | 0        | 0        | 0        | 0     | 0     | 0     | 0        | 0     | 0     | 0     | 0     | 0     | 0     | 0        | .000  | .000     | .000     | .000  |
| 2014     | 阪神     | 28    | 69    | 57    | 7     | 14    | 2        | 0        | 2        | 22    | 5     | 2     | 1        | 2     | 0     | 8     | 0     | 2     | 14    | 0        | .246  | .358     | .386     | .744  |
| 2016     | 阪神     | 21    | 25    | 24    | 2     | 4     | 1        | 0        | 0        | 5     | 0     | 0     | 0        | 1     | 0     | 0     | 0     | 0     | 6     | 1        | .167  | .167     | .208     | .375  |
| NPB：3年 | NPB：3年 | 51    | 95    | 82    | 10    | 18    | 3        | 0        | 2        | 27    | 5     | 2     | 1        | 3     | 0     | 8     | 0     | 2     | 20    | 1        | .220  | .304     | .329     | .634  |

### 年度別守備成績
| 年 度 | 外野  | 外野  | 外野  | 外野  | 外野  | 外野     |
| 年 度 | 試 合 | 刺 殺 | 補 殺 | 失 策 | 併 殺 | 守 備 率 |
| ----- | ----- | ----- | ----- | ----- | ----- | -------- |
| 2013  | 1     | 0     | 0     | 0     | 0     | .---     |
| 2014  | 24    | 35    | 1     | 0     | 0     | 1.000    |
| 2016  | 12    | 10    | 0     | 0     | 0     | 1.000    |
| 通算  | 37    | 45    | 1     | 0     | 0     | 1.000    |

### 記録
- 初出場：2013年5月3日、対東京ヤクルトスワローズ7回戦（阪神甲子園球場）、6回裏にマット・マートンの代走として出場
- 初打席：同上、7回裏に久古健太郎から投手ゴロ
- 初先発出場：2014年5月13日、対広島東洋カープ7回戦（どらドラパーク米子市民球場）、1番・右翼手として先発出場
- 初安打：同上、3回表に九里亜蓮から左中間越二塁打
- 初盗塁：同上、10回表に二盗（投手：永川勝浩、捕手：會澤翼）
- 初本塁打・初打点：2014年6月7日、対オリックス・バファローズ4回戦（阪神甲子園球場）、5回裏に東明大貴から右越ソロ

### 背番号
- 65（2013年 - 2018年）

### 登場曲
- 「Numb / Encore」Jay-Z & Linkin Park（2013年 - 2015年）
- 「Island Girl」Conkarah（2016年）
- 「Yell」AAA（2017年 - 2018年）